# Campeonato Mundial de Patinaje Artístico sobre Hielo de 2004
El XCIV Campeonato Mundial de Patinaje Artístico sobre Hielo se realizó en Dortmund (Alemania) entre el 22 y el 28 de marzo de 2004. Fue organizado por la Unión Internacional de Patinaje sobre Hielo (ISU) y la Unión Alemana de Patinaje sobre Hielo. 
Las competiciones se efectuaron en el Westfalenhalle. Participaron en total 179 patinadores de 43 países.

## Resultados

### Masculino
| Puesto | Nombre           | País     | Puntos |
| ------ | ---------------- | -------- | ------ |
| Oro    | Evgeni Plushenko | Rusia    | 2,0    |
| Plata  | Brian Joubert    | Francia  | 4,0    |
| Bronce | Stefan Lindemann | Alemania | 6,0    |

### Femenino
| Puesto | Nombre          | País           | Puntos |
| ------ | --------------- | -------------- | ------ |
| Oro    | Shizuka Arakawa | Japón          | 2,6    |
| Plata  | Sasha Cohen     | Estados Unidos | 4,0    |
| Bronce | Michelle Kwan   | Estados Unidos | 5,6    |

### Parejas
| Puesto | Nombre                             | País  | Puntos |
| ------ | ---------------------------------- | ----- | ------ |
| Oro    | Tatiana Totmianina / Maxim Marinin | Rusia | 2,5    |
| Plata  | Xue Shen / Hongbo Zhao             | China | 3,0    |
| Bronce | Qing Pang / Jian Tong              | China | 4,5    |

### Danza en hielo
| Puesto | Nombre                           | País     | Puntos |
| ------ | -------------------------------- | -------- | ------ |
| Oro    | Tatiana Navka / Roman Kostomarov | Rusia    | 2,0    |
| Plata  | Albena Denkova / Maxim Staviski  | Bulgaria | 3,6    |
| Bronce | Kati Winkler / Rene Lohse        | Alemania | 6,2    |

## Medallero
| Núm. | País           | Oro | Plata | Bronce | Total |
| ---- | -------------- | --- | ----- | ------ | ----- |
| 1    | Rusia          | 3   | 0     | 0      | 3     |
| 2    | Japón          | 1   | 0     | 0      | 1     |
| 3    | China          | 0   | 1     | 1      | 2     |
| 3    | Estados Unidos | 0   | 1     | 1      | 2     |
| 5    | Bulgaria       | 0   | 1     | 0      | 1     |
| 5    | Francia        | 0   | 1     | 0      | 1     |
| 7    | Alemania       | 0   | 0     | 2      | 2     |
|      | TOTAL          | 4   | 4     | 4      | 12    |

| Predecesor: Estados Unidos 2003 | Campeonato Mundial de Patinaje Artístico sobre Hielo 2004 | Sucesor: Rusia 2005 |

- Datos: Q690785
- Multimedia: 2004 World Figure Skating Championships / Q690785